# نادي سيروان
نادي سيروان الرياضي الجديد (بالكردية: یانه‌ی وه‌رزشی سيروانی نوێ)، نادي رياضي مقره السليمانية في كردستان العراق. يلعب النادي حاليا في الدوري الكردي الممتاز.